# Kilcolgan
'Kilcolgan is een plaats in het Ierse graafschap Galway. Het dorp ligt op het kruispunt van de N67 met de secundaire weg R458, richting de M18. 